# Heinrich Morf
Heinrich Morf, född den 23 oktober 1854 i Münchenbuchsee, död den 23 januari 1921 i Thun, var en schweizisk filolog och litteraturhistoriker.
Morf var professor i romansk filologi vid universiteten i Bern, Zürich, Frankfurt och slutligen Berlin. Han var en av undertecknarna av det berömda Manifest der 93 (1914) till stöd för Tysklands militära insatser i Första världskriget, där man bland annat tog avstånd från Albert Einstein. 
Han är författare till viktiga studier om fransk litteratur och arbetade med anknytning till spansk litteratur och språk. Han utgav en faksimilutgåva av poemet José (Leipzig, 1883) och även Das Studium der romanischen Philologie (1890) och Geschichte der romanischen Literatur (1908).